# Espaly-Saint-Marcel
Espaly-Saint-Marcel ist eine französische Gemeinde im Département Haute-Loire in der Region Auvergne-Rhône-Alpes und hat 3574 Einwohner (Stand: 1. Januar 2022). Sie gehört zum Arrondissement Le Puy-en-Velay und zum Kanton Le Puy-en-Velay-1. Die Einwohner werden Espaviot(e)s genannt.

## Geografie
Espaly-Saint-Marcel liegt am Fluss Borne und ist eine banlieue im Westen von Le Puy-en-Velay. Umgeben wird Espaly-Saint-Marcel von den Nachbargemeinden Polignac im Norden, Le Puy-en-Velay im Osten, Vals-près-le-Puy im Süden, Ceyssac im Westen sowie Sanssac-l’Église im Nordwesten.
Durch die Gemeinde führt die Route nationale 102. 

## Bevölkerungsentwicklung
| Jahr                       | 1962 | 1968 | 1975 | 1982 | 1990 | 1999 | 2006 | 2017 |
| Einwohner                  | 2775 | 2990 | 3632 | 3516 | 3516 | 3552 | 3586 | 3513 |
| Quellen: Cassini und INSEE |      |      |      |      |      |      |      |      |

## Sehenswürdigkeiten
- Heiligtum des heiligen Josephs mit Höhle, Kapelle und Monumentalstatue[1]
- Pont-d’Estrouilhas Brücke über die Borne Richtung Aiguilhes aus dem Jahre 1245

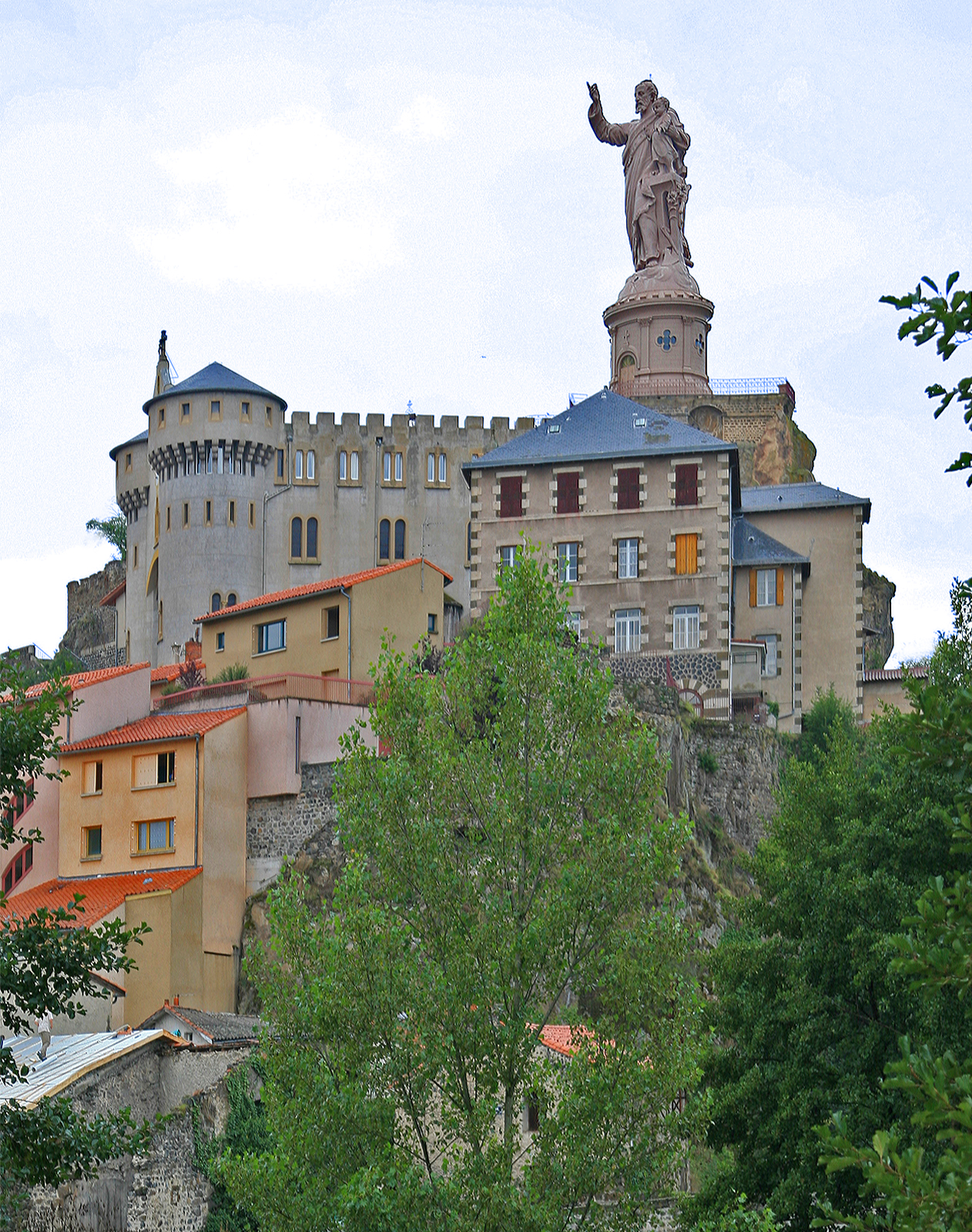
Sanctuaire
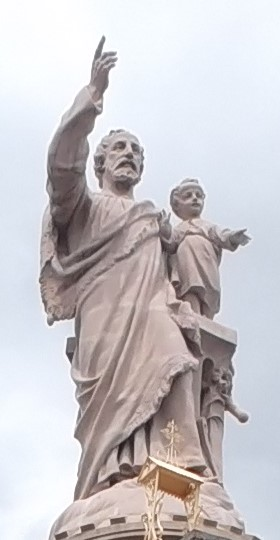
Gnadenstatue

- Paradis-Brücke
- Reste der gallorömischen Siedlung  - Sanctuaire
  - Gnadenstatue

## Persönlichkeit
- Maurice Montel (1900–1996), Politiker

## Gemeindepartnerschaft
Mit der deutschen Stadt Taucha in Sachsen besteht eine Partnerschaft.